# Madero (kommun)
Madero är en kommun i Mexiko.   Den ligger i delstaten Michoacán de Ocampo, i den södra delen av landet, 210 km väster om huvudstaden Mexico City.
Följande samhällen finns i Madero:
- Villa Madero
- San Diego Curucupaseo
- Loma de Cancho
- El Carrizal
- Palizada
- El Bosque
- San José de las Cidras
- La Soledadita
- Rancho de Porúas
- El Zangarro
- Piumo
- Platanalillo
- Parritas
- Puente Coraza
- Ucasiro
- San Pedro Piedras Gordas
- La Carpintería